# Гальени (станция метро)
Гальени (фр. Gallieni) — восточная конечная станция линии 3 Парижского метрополитена, расположенная в коммуне Баньоле рядом с международным автовокзалом Париж-Гальени и развязкой французской автомагистрали А3 с Периферик. Названа в честь французского маршала Жозефа Симона Гальени. 

## История
- Станция открылась 2 апреля 1971 года в результате изменения трассы линии 3 при открытии участка Гамбетта — Гальени.
- Пассажиропоток по станции по входу в 2011 году, по данным RATP, составил 6 314 009 человек[2]. В 2013 году этот показатель незначительно вырос и составил 6 316 117 пассажиров (52 место по уровню входного пассажиропотока в Парижском метро)[3].

## Путевое развитие
Четыре станционных пути (2 боковых и 2 средних) продолжаются за восточным торцом станции в виде пункта технического обслуживания. По средним путям данного ПТО производится регулярный оборот поездов. 

## Галерея

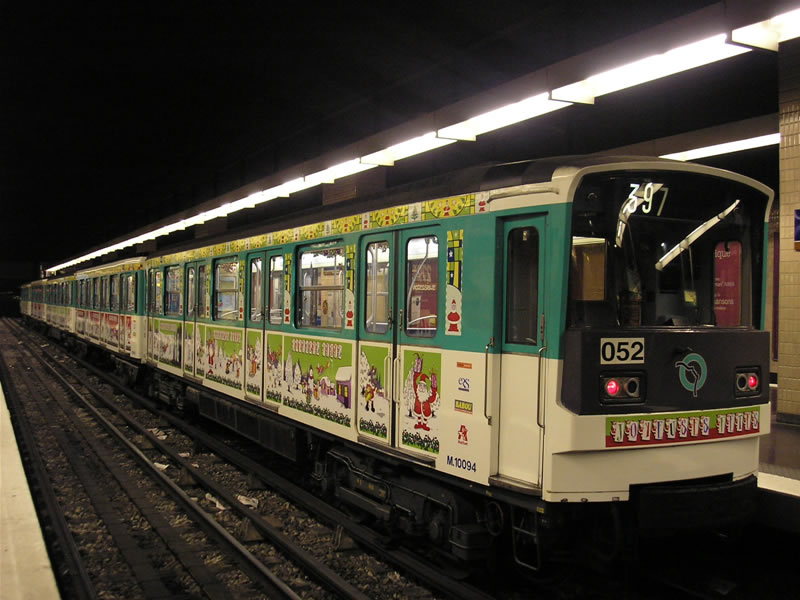
Состав модели MF 67 в рождественской рекламной раскраске